# Tạ An Khương (xã)
Tạ An Khương là một xã thuộc tỉnh Cà Mau, Việt Nam.

## Địa lý
Xã Tạ An Khương có vị trí địa lý:
- Phía đông giáp xã Tân Thuận
- Phía tây giáp xã Đầm Dơi và xã Trần Phán
- Phía nam giáp xã Đầm Dơi
- Phía bắc giáp phường Hòa Thành và xã Định Thành.

Xã Tạ An Khương có diện tích 104,2 km², dân số năm 2024 là 33.179 người, mật độ dân số đạt 318 người/km².

## Lịch sử
Ngày 25 tháng 7 năm 1979, Hội đồng Chính phủ ban hành Quyết định số 275-CP về việc chia xã Tạ An Khương thuộc huyện Ngọc Hiển thành 4 xã: Thành Điền, Tân Mỹ, Thới Phong, Tạ An Khương.
Ngày 14 tháng 2 năm 1987 của Hội đồng Bộ trưởng ban hành Quyết định số 33B-HĐBT về việc sáp nhập xã Tân Mỹ vào xã Thành Điền.
Xã Thành Điền có 3.947 hécta đất và 8.145 nhân khẩu.
Ngày 17 tháng 12 năm 1984, Hội đồng Bộ trưởng ban hành Quyết định số 168-HĐBT về việc đổi tên huyện Ngọc Hiển thành huyện Đầm Dơi. Khi đó, các xã Tạ An Khương, Thành Điền và Thới Phong thuộc huyện Đầm Dơi.
Ngày 2 tháng 2 năm 1991, Ban Tổ chức – Cán bộ của Chính phủ ban hành Quyết định số 51/QĐ-TCCP về việc sáp nhập xã Thành Điền và xã Thới Phong vào xã Tạ An Khương.
Ngày 6 tháng 11 năm 1996, Quốc hội ban hành Nghị quyết về việc chia tỉnh Minh Hải thành tỉnh Bạc Liêu và tỉnh Cà Mau. Khi đó, xã Tạ An Khương thuộc huyện Đầm Dơi, tỉnh Cà Mau.
Ngày 29 tháng 8 năm 2000, Chính phủ ban hành Nghị định số 41/2000/NĐ-CP về việc:
- Thành lập xã Tạ An Khương Nam trên cơ sở 3.124,81 ha diện tích tự nhiên và 8.657 nhân khẩu của xã Tạ An Khương.
- Thành lập xã Tạ An Khương Đông trên cơ sở 3.208,45 ha diện tích tự nhiên và 8.186 nhân khẩu của xã Tạ An Khương.

Sau khi điều chỉnh địa giới hành chính, xã Tạ An Khương có 3.604,4 ha diện tích tự nhiên và 9.011 nhân khẩu.
Tính đến ngày 31/12/2024:
- Xã Tạ An Khương: Ấp Tân Điền B (một phần).
- Xã Tạ An Khương Đông có 9 ấp: Gành Hào, Tân An A, Tân An B, Tân Phong A, Tân Phong B, Tân Thới, Tân Thới A, Tân Thới B, Xóm Mới.
- Xã Tạ An Khương Nam có 7 ấp: Tân An Ninh A, Tân An Ninh B, Tân Hồng, Tân Lợi A, Tân Lợi B, Tân Thành A, Tân Thành B.

Ngày 12 tháng 6 năm 2025, Quốc hội ban hành Nghị quyết số 202/2025/QH15 về việc sắp xếp đơn vị hành chính cấp tỉnh (nghị quyết có hiệu lực từ ngày 12 tháng 6 năm 2025). Theo đó, sáp nhập tỉnh Bạc Liêu vào tỉnh Cà Mau.
Ngày 16 tháng 6 năm 2025, Ủy ban Thường vụ Quốc hội ban hành Nghị quyết số 1655/NQ-UBTVQH15 về việc sắp xếp các đơn vị hành chính cấp xã của tỉnh Cà Mau năm 2025 (nghị quyết có hiệu lực từ ngày 16 tháng 6 năm 2025). Theo đó, sáp nhập toàn bộ 36,4 km² diện tích tự nhiên, quy mô dân số là 11.111 người xã Tạ An Khương Đông thuộc huyện Đầm Dơi và toàn bộ 31,0 km² diện tích tự nhiên, quy mô dân số là 9.610 người xã Tạ An Khương Nam thuộc huyện Đầm Dơi vào 0,90 km², quy mô dân số là 297 người của xã Tạ An Khương thuộc huyện Đầm Dơi.
Xã Tạ An Khương có 104,2 km² diện tích tự nhiên và quy mô dân số là 33.179 người.